# Евсевий Миндски
Вижте пояснителната страница за други личности с името Евсевий.
Евсевий Миндски (Eusebios von Myndos; древногръцки: Εὐσέβιος Μύνδιος) e философ-неоплатоник от Късната античност. Живял е през средата на 4 век.
Евнапий от Сарди пише за него в своя Философски биографски сборник (Vitae sophistarum).
Евсевий учи при Хризантий от Сарди, който е студентски колега на Евнапий.
Негови състуденти са Максим от Ефес и Приск от Епир.
Произлиза от Миндос в Кария на югозападния бряг на Мала Азия. Днес там се намира селото Gümüşlük, на около 23 км от Бодрум. Следва в Пергам при философът-неоплатоник Едесий Кападокийски. Евсевий става учител заедно с Хризантий на дошлия през 351 г. в Пергам по-късен император Юлиан Апостат. Евсевий критикува магията и жертвоприношението. Юлиан прекъсва учението си в Пергам и отива да учи при Максим в Ефес.
За по-нататъшния живот на Евсевий няма сведения.